# Cacho Tirao
Cacho Tirao (né le 5 avril 1941 à Berazategui, Argentine et mort le 30 mai 2007) était un célèbre guitariste argentin, icône populaire depuis son "Concert spectaculaire" en 1978.

## Biographie

### Enfance et premières années (1941-1957)
Tirao est né le 5 avril 1941 à Berazategui (à l'époque le district de Quilmes), Buenos Aires, Argentine et a commencé à jouer de la guitare à l'âge de cinq ans en 1946, sous la direction de son père. Tirao a remporté son premier prix, pour une performance dans la section artistique de Radio Mitre à l'âge de sept ans en 1948. Il a ensuite été inclus comme soliste dans l'orchestre du Teatro Argentino de La Plata et a obtenu son diplôme de professeur de musique à l'âge de seize ans en 1957.

### Début de sa carrière artistique (1957-1990)
Dans les années 1960, aucune information n'est connue. Au cours de la décennie des années 1970. Tirao était responsable du programme Recitales espectaculares, qui a connu un fort taux d'audience. 
Durant cette décennie, les albums Solamente mi guitarra (1971), Mi guitarra.... Tú y yo(1971), La ciudad de todos - Junto a Raúl Lavié (1972), Guitarra Latinoamericana (1972), Clásicamente joven (1972), Música de Buenos Aires - Esto es.... Cacho Tirao (1973), Pura música (1974), Guitarra Latinoamericana, Vol. 2 (1975), Récital (1976), Tiempo de canciones (1977), Concierto de Buenos Aires para Guitarra y Orquesta (1978), Los Más Grandes Éxitos de Cacho Tirao (1978), Feliz 1978 Perel (1978), Pura música, Vol. 2 - (1979), Cacho Tirao.... Sin lugar a dudas (1979).
Au cours de la décennie de l'année 1980, les albums suivants sont sortis : Encuentro - Avec Jorge Padín et Manolo Juárez (1980), Selección Especial de Cacho Tirao (1980), Recital II (1981), Homenaje a Carlos Gardel (1981), Imágenes (1983), Grandes Éxitos, Vol. 2 (1983), Adiós Nonino (1984), Cacho Tirao interpreta La Nueva Trova (1984), Chiquilín de Bachín (1986), Guitarra de América Latina (1987). Lors de la sortie de Recital II en 1981, il a joué en récital les chansons La puñalada en solo et Adiós Nonino avec le bandonéoniste Astor Piazzolla.
En février 1986, sa fille Alejandra jouait avec son frère Gabriel, âgé de quatorze ans, et a pris un revolver, qu'elle pensait être un jouet, et l'a abattu, causant sa mort. La tragédie a laissé des séquelles, d'abord un asthme persistant qui a duré jusqu'à la fin et ensuite, une hémiplégie.

### Dernières années d'activité (1990-2007)
Tirao a interprété Cacho Tirao en concierto en l'an 1990 et dans l'émission de télévision FAX en jouant Blackbird des The Beatles en l'an 1992. Il s'est produit à Salta en 1994, où il a joué la Milonga del Barbijo et la Pájaro campana. 
Tirao est apparu dans l'émission de télévision uruguayenne La guitarra y sus intérpretes animée par César Amaro le 1er octobre de l'année 1997 comme fête de la musique, dans laquelle il a joué Estudio para la mano izquierda, Caminito de Carlos Gardel, Mudanzas musicales de Malambo de Carlos Santamaria, Milonga del Barbijo, Blackbird des Beatles, Adiós Nonino de Astor Piazzolla, Lágrima de Francisco Tárrega et Berimbao de Baden Powell. La même année, il est apparu dans l'émission de télévision "El mundo y sus protagonistas".
Tirao a joué pour un public d'enfants dans un chœur de cathédrale en tant que spécial pour Los Reyes Magos en janvier 1999. Tirao s'est effondré au milieu d'un concert, alors qu'il donnait un récital à la Casa de Cultura de Adrogué. Après avoir abandonné toute activité artistique pendant six ans, à la suite d'un accident cardiovasculaire en décembre 2000 au cours duquel il a souffert d'une hémiplégie.
Sa femme Teresa a convaincu Tirao de se remettre à la guitare à partir de mars 2005. Tirao a offert et donné une Master Class dans un centre culturel de Berazategui le 24 mai 2006, où il a pré-diffusé et joué Teresa, mi renacer dédié à sa femme, Caminito / A Media Luz, Taquito militar, Yesterday de The Beatles et La panthère rose de Henry Mancini.
Il a finalement sorti l'album Rebirth le 9 janvier 2007.

### Décès et après (depuis 2007)
Quatre mois après avoir enregistré son dernier album avec sa fille, le 30 mai 2007, Cacho Tirao a été emmené par sa femme à l'hôpital Argerich après avoir subi une décompensation, où il est mort le même jour. Sa dépouille a été enterrée au cimetière de Chacarita,,.